# Laška vas pri Štorah
Laška vas pri Štorah – wieś w Słowenii, w gminie Štore. W 2018 roku liczyła 224 mieszkańców.